# Allium macropetalum
Allium macropetalum är en amaryllisväxtart som beskrevs av Per Axel Rydberg. Allium macropetalum ingår i släktet lökar, och familjen amaryllisväxter. Inga underarter finns listade i Catalogue of Life.